# Součinitel bezpečnosti
Součinitel bezpečnosti (k) je koeficient, který udává, kolikrát je třeba zesílit materiál, jehož průřez byl vypočten na základě jeho meze pevnosti.
Pokud by byl materiál zatížen na mez pevnosti, přetrhl by se. Pokud má materiál dlouhodobě přenášet síly a udržovat si svůj tvar, nesmí být zatížen nejen na mez pevnosti, ale ani na mez pružnosti. Empiricky byly proto určeny koeficienty, které mají pro různé materiály zajistit bezpečný provoz po delší dobu.
Pro běžné materiály byly předepsány tyto koeficienty (údaje z roku 1930):
- Litina: 6
- Svářkové železo: 4
- Ocel: 5
- Dřevo: 8
- Cihly: 15

Tyto hodnoty platily pro neměnné zatížení. Pokud zatížení spojitě pomalu kolísalo, byl koeficient o 1/3 větší. Pro kolísání v obou směrech byl koeficient dvojnásobný. Pro přenos nárazových sil trojnásobný.
Pro nejpoužívanější materiály a jejich užití jsou stanoveny přímo meze zatížení podle zkušeností.
Tyto hodnoty jsou také závislé na tom, v jakém zařízení budou použity. Menší hodnoty se používají, kde není potřeba zaručit vysokou bezpečnost (sloup veřejného osvětlení). A opačně vysoké (například v letectví, výtahová technika).